# فرانك أرمسترونغ كروفورد فاندربلت
فرانك أرمسترونغ كروفورد فاندربلت (بالإنجليزية: Frank Armstrong Crawford Vanderbilt)‏ هي نجمة اجتماعية أمريكية، ولدت في 18 يناير 1839 في موبيل في الولايات المتحدة، وتوفيت في 4 مايو 1885 في نيويورك في الولايات المتحدة.